# Niphona fasciculata
Niphona fasciculata es una especie de escarabajo longicornio del género Niphona, tribu Pteropliini, subfamilia Lamiinae. Fue descrita científicamente por Pic en 1917.
La especie se mantiene activa durante los meses de mayo, junio, julio, agosto, septiembre y octubre.

## Descripción
Mide 17-23 milímetros de longitud.

## Distribución
Se distribuye por China y Laos.